# Средња техничка школа „Никола Тесла” Сремска Митровица
Средња техничка школа "Никола Тесла" из Сремске Митровице основана је 1946. године и то је била прва школа која је образовала кадрове за индустријска занимања у Сремској Митровици. Будући ученици могу да изаберу трогодишњи или четворогодишњи смер из три подручја рада: електротехника, машинство и обрада метала и геодезија и грађевинарство. Поред редовне наставе ученици имају могућност да раде на занимљивим пројектима у оквиру секција као што је веб програмирање, израда различитог хардвера и софтвера и др.

## Историјат
У Сремској Митровици након Другог светског рата отвара се техничка школа за стручна занимања у индустрији. Прва генерација бројала је 61 ученика машинске и 11 ученика дрварске струке. С обзиром да је Министарство индустрије располагало са образовањем кадрова у свом ресору школа је привремено укинута. После 12 година Техничка школа се поново враћа у Сремску Митровицу.
Школске 1961/62 године почиње са радом под називом Машинско-техничка школа, а годину дана касније у школу је уведен и електро одсек. 
1966.године школи се припаја школа за високо квалификоване раднике која је образовала кадрове за потребе индустрије све до 1974. године. 
Технички школски центар "Никола Тесла" са свим струкама машинским и електро, претрпео је све реформе да би данас под истим називом славног научника егзистирао као средња школа са 3 образовна профила и то електротехника, машинство и обрада метала и геодезија и грађевинарство. 
Данас Средња техничка школа "Никола Тесла" представља једну од најважнијих образовних институција на подручју Срема. 

## Локација
Средња техничка школа у Сремској Митровици се налази на две локације. Прва, где се обавља теоријска настава је у згради Више школе за образовање васпитача у улици Змај Јовина 29, а друга, где се обавља практична настава као и део теоријске наставе је зграда која се налази у улици Планинска 2. 

## Образовни профили
Образовни профили за 2017/2018 годину:

### Електротехника
Образовни профили четвртог степена:
- Електротехничар рачунара
- Електротехничар за термичке и расхладне уређаје

### Машинство и обрада метала
Образовни профили четвртог степена:
- Техничар за компјутерско управљање
- Техничар за компјутерско конструисање

Образовни профили трећег степена:
- Аутомеханичар - дуално образовање
- Заваривач - дуално образовање
- Бравар-Заваривач - дуално образовање

### Геодезија и грађевинарство
- Архитектонски техничар